# Astra HD6
La série Astra HD6 est une gamme de camions lourds, porteurs et tracteurs de semi-remorques de chantier et pour des convois exceptionnels, fabriqué par le constructeur italien Astra SpA, filiale du groupe IVECO de 1994 à 1996.
Cette gamme remplace la précédente gamme de véhicules de chantier, la série Astra BM 6000.
Elle en conserve la robustesse classique des productions Astra qui en a fait sa réputation depuis l'origine, alliée à une nouvelle cabine en fibre de verre. Son châssis autorise des charges de 40 t dans la version porteur 8x4 et 56 t en version tracteur semi-remorque, conformément au code de la route en Italie et dans les pays acceptant ces charges peu communes.
Note : en France, ce véhicule serait limité actuellement (2017) à 32 t dans la version porteur 8x4 et 40 t en semi-remorque.
Cette gamme inaugure la nouvelle appellation HD chez Astra qui était, jusqu'à présent fidèle aux dénominations « BM » en hommage à son fondateur Mario Bertuzzi. Ce sera le premier camion de chantier d'Europe à disposer d'un moteur V8 de 17 174 cm3 développant 330 ch puis 352 ch, avec un couple maximal à seulement 900 tr/min.
Ce véhicule de chantier haut de gamme couvre la tranche lourde de transport de 33 à 72 t.

## Description

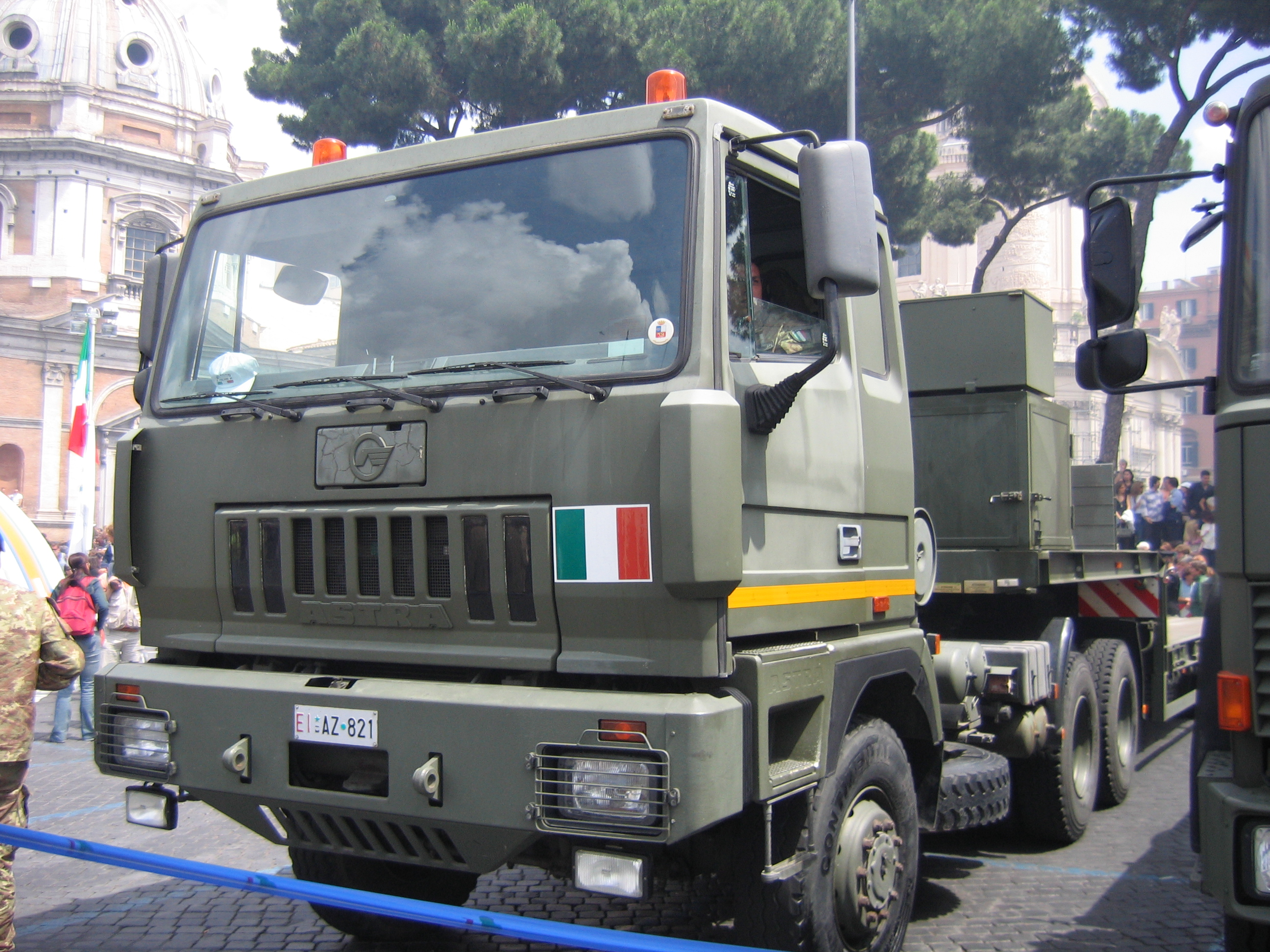
Un Astra HD6 de l'armée italienne.

Le marché des véhicules de chantier a toujours très particulier, en Italie. Compte tenu du code de la route qui permet à ces véhicules de circuler avec 33 t sur trois essieux en 6x4, 40 t en version 8x4, avec un gyrophare sur le toit de la cabine lorsqu'il est en charge. Les Astra HD6, comme la série précédente Astra BM 6000, étaient des véhicules facilement adaptables, en benne ou en malaxeurs avec systématiquement une pompe à béton.
Doté, lors de son lancement, du fameux moteur 6 cylindres en ligne Fiat 8210 de 13 798 cm3 de cylindrée, il disposait d'un couple maximum à seulement 900 tr/min. Il bénéficiera en 1996 du nouveau moteur Fiat 8280 V8 de 17 174 cm3 développant 352 ch en version aspirée.
Conçu pour répondre aux exigences de toutes les missions extrêmes, même en tout-terrain, pour des charges de 33 à 72 t, ce camion se taillera une réputation de robustesse et de fiabilité. Nombreux sont les camions ayant dépassé les deux millions de kilomètres.
Décliné en porteur en version 6x4, 6x6, 8x4 et 8x6 et tracteur 6x4 et 6x6, il sera remplacé par l'Astra HD7 en 1996. Il servira aussi de véhicule adapté par le spécialiste italien SIVI pour certains transports exceptionnels. Il sera aussi transformé pour satisfaire aux exigences des cahiers des charges de l'armée italienne.